# Adelaide Herrmann
Adelaide Herrmann, de nacimiento Adelaide Scarcez (Londres, 11 de agosto de 1853 – Nueva York, 19 de febrero de 1932) fue una ilusionista y artista de vodevil británica, apodada "La Reina de la Magia".

## Biografía

### Inicios
Herrmann nació como Adelaide Scarcez (también deletreado Scarsia) en 1853 en Londres. Su padre, originario de Bélgica, participó en la creación del salón de exhibiciones Egyptian Hall, ubicado en la calle Piccadilly de aquella ciudad.
De joven, Herrmann estudió acrobacias aéreas y danza. Aprendió a andar en velocípedo, una bicicleta del siglo XIX, y viajó como ciclista con la compañía de velocípedos del profesor Brown. En 1874 llegó a la ciudad de Nueva York como bailarina de Imre Kiralfy.
Inició su carrera en la magia como asistente de su marido, el mago Alexander Herrmann. Se casaron en 1875 en el ayuntamiento de la ciudad, donde el alcalde de Nueva York, William H. Wickham, ofició su ceremonia. Junto a su esposo (que ocupaba los nombres artísticos "Profesor Herrmann" o "Herrmann el Grande") entretuvieron al público con una variedad de trucos de magia, incluidos trucos de escape y el truco de atrapar la bala. Herrmann fue una parte clave de muchas ilusiones, actuando como una levitante durmiente, una bala de cañón humana, una ciclista que llevaba a una niña sobre sus hombros y una bailarina que se arremolinaba espectralmente en seda roja como una columna de fuego. Los Herrmann recorrieron los Estados Unidos, México, Sudamérica y Europa. En 1888, los Herrmann organizaron un espectáculo en el que revelaron cómo la espiritualista Ann O'Delia Diss Debar era una médium fraudulenta frente a un grupo de periodistas.

### Carrera en solitario

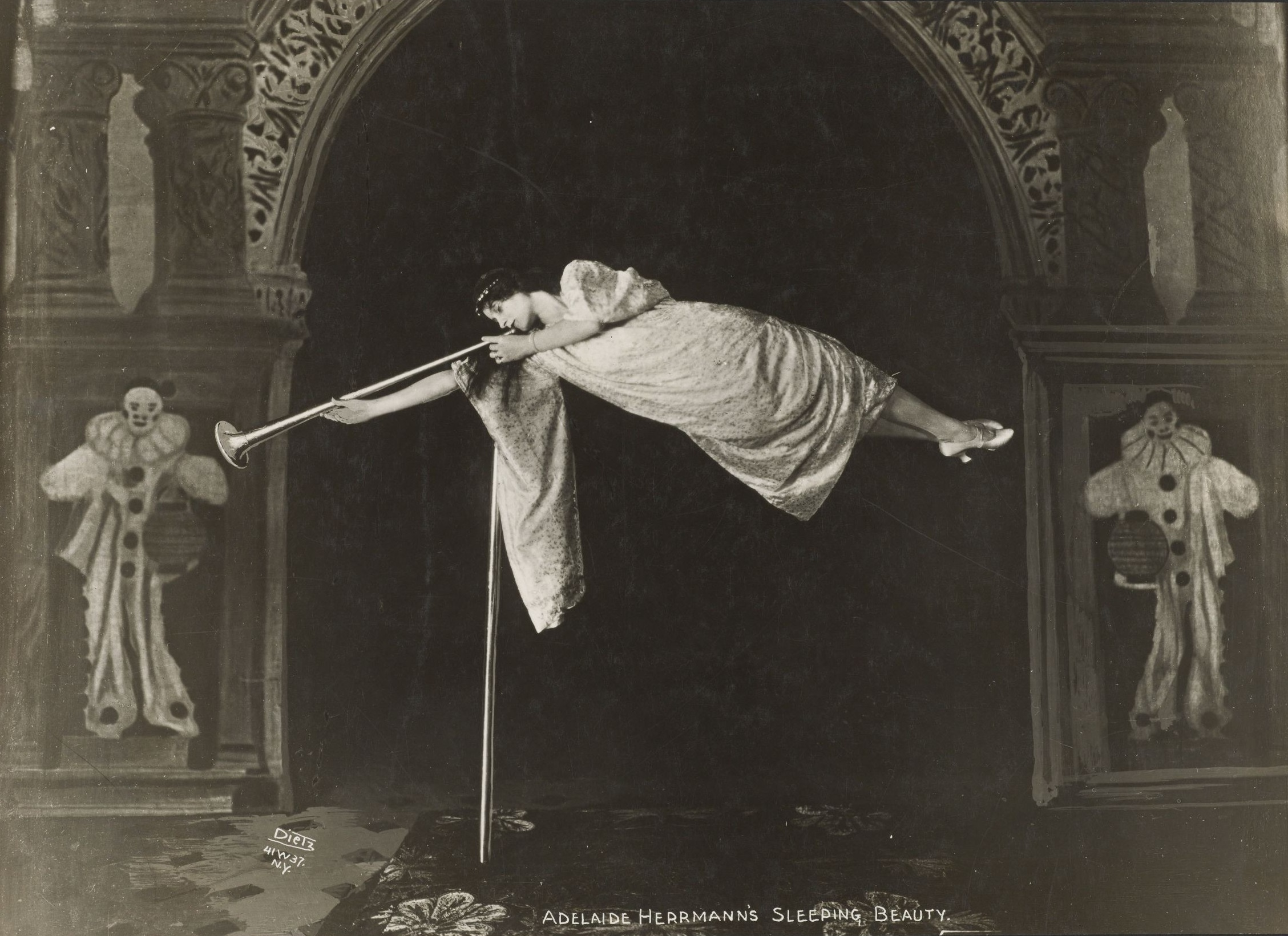
Herrmann realizando uno de sus trucos

Cuando su esposo murió en 1896, Herrmann decidió continuar el espectáculo. Inicialmente trabajó con el sobrino de su esposo, Leon Herrmann, pero un choque de personalidades los llevó a separarse después de solo tres temporadas.
Posteriormente, se hizo extremadamente conocida como maga por derecho propio, ganando el apodo de "La Reina de la Magia". Realizó giras durante más de 25 años y actuó de manera internacional, recorriendo Londres y París. En 1903, hizo su debut en Broadway en el Circle Theatre. Se presentaba a menudo con otros actos de vodevil y fue mencionada con frecuencia en el periódico New York Times. En un artículo del 2 de noviembre de 1899 para la revista Broadway titulado "La única mujer maga del mundo", Herrmann proclamó: "No estaré contenta hasta que el público me reconozca como líder en mi profesión, y completamente independientemente de la cuestión del sexo".
Herrmann fue una de las pocas personas que realizó el infame truco de "atrapar la bala", y posiblemente la única mujer ilusionista que realizó el truco en aquella época. A pesar de algunos informes de que no le gustaba ver a su esposo realizar el peligroso truco, el 19 de enero de 1897, un mes después de la muerte de su esposo, realizó el truco frente a un pelotón de fusilamiento en el Metropolitan Opera House de Chicago. El material publicitario describía la presentación como la captura de seis balas disparadas contra ella por un grupo de milicianos locales.
Su ilusión favorita era "La novia fantasma", que, tal vez de manera significativa para Herrmann, desarrollaba temas relacionados con la pérdida y el matrimonio. A través del "hipnotismo", hacía que el cuerpo de una novia, envuelto en blanco, se elevara en un escenario iluminado. Posteriormente pasaba un aro sobre su figura flotante, mostrando que no había cables, y luego retiraba la seda blanca para revelar que la novia había desaparecido. En otra de sus trucos, llamado "La bruja", Herrmann entraba al escenario vestida como una anciana, tratando de alcanzar un fuego que ardía en la oscuridad. Cuando finalmente llegaba a la pira, se sumergía en las llamas. A diferencia de una de sus ilusiones previas, bautizada "Cremación", donde regresaba como un fantasma burlón, con este nuevo truco emergía renacida y joven.
El mayor éxito que tuvo en el vodevil fue su truco "Arca de Noé". Al principio, mostraba un arca vacía al público, la que luego era llenada con cubos de agua que simbolizaban la inundación a través de su chimenea. Pronto dos gatos, uno negro y otro blanco, salían de la chimenea, mientras surgía una pasarela por el que rondaba un desfile de pájaros, leopardos, leones, tigres, cebras y elefantes (todos los mamíferos eran perros disfrazados). Una bandada de palomas blancas volaba desde las ventanas, y el bote bíblico se abría para revelar a una mujer descansando en su interior vestida de blanco.
Continuó actuando hasta los 70 años de edad, cuando en 1926 un incendio en un almacén teatral en West 46th Street en Manhattan destruyó sus accesorios y mató a la mayoría de los animales utilizados en la ilusión del "Arca de Noé". La ilusionista se recuperó brevemente con un espectáculo más pequeño, llamado "Magia, gracia y música", destacando los tres elementos en los que se había especializado en su carrera. El Anuario Nacional de Artistas de Vodevil de 1928 la mostró en su último año de actuación.
Herrmann murió de neumonía el 19 de febrero de 1932. Está enterrada en el cementerio Woodlawn, en Nueva York.